# Бернд Єкель
Бернд Єкель (нім. Bernd Jäkel, 1 травня 1954) — німецький яхтсмен.
Олімпійський чемпіон 1988 (клас Солінґ), 1996 (клас Солінґ) років, учасник 1980, 1992 років.